# Tama: Adventurous Ball in Giddy Labyrinth
Tama: Adventurous Ball in Giddy Labyrinth è un videogioco rompicapo del 1994 sviluppato e pubblicato da Time Warner Interactive. Il gioco è stato distribuito come titolo di lancio delle console Sega Saturn e PlayStation.